# غذای فراسودمند

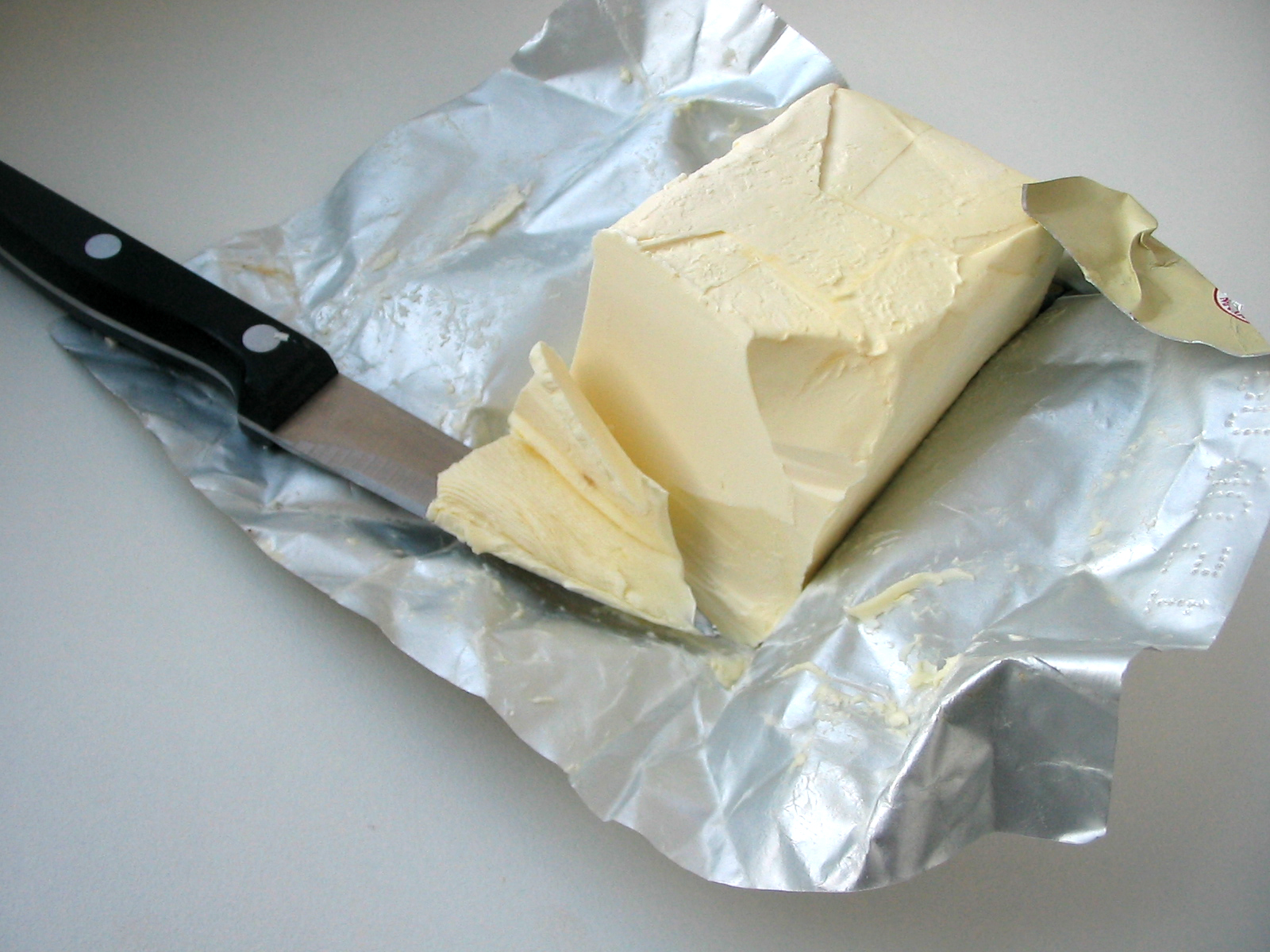
کره مارگارین

غذای فراسودمند یا غذای عملکردی (به انگلیسی: Functional food) غذایی است که با اضافه‌کردن ترکیبات خاص یا جدید، یک کارکرد بیشتر یافته است. در دهه‌های اخیر، بازار غذاهای فراسودمند و مکمل‌های غذایی رونق‌یافته است، حال‌آنکه پیامدهای بالقوه سلامتی آن‌ها در درازمدت به‌خوبی شناخته نشده است. مطالعات متعددی در این حیطه به چاپ رسیده است که برخی از این موارد توسط محققین ایرانی انجام شده است. مطالعات ایرانی عموماً بر غذا داروهای بومی، اقوام ایرانی و طب سنتی متمرکز بوده‌اند.